# ويدز (مسلسل)
ويدز (بالإنجليزية: Weeds) وهو مسلسل كوميدي ودرامي الأمريكي مؤلف من قبل جنجي كوهن، وينتج من قبل يونزجيت لشركة الأذاع شوتايم.
المسلسل يدور حول ربة منزل أرملة حديثا من إحدى ضواحي كاليفورنيا ثراء، الذي تصبح تاجر المخدرات حيها. العنوان هو لعب على الكلام، يشار إلى مصطلح عامي لالماريجوانا، وفي الوقت نفسه الأعشاب الأرملة. ويلعب أيضا في اتجاه الضواحي الأمريكية أن تنمو بسرعة وتنتشار، والمساكن والسكان وجودهم تقريبا تمييزه مثل الأعشاب. يتكون المسلسل حاليا من خمسة مواسم بدأ بثه في آب / أغسطس 2005. وكان هو أعلى سلسلة تصنيفا على شوتايم في عامها الأول وجذب العرض الأول لالموسم الرابع 1.3 ميلون مشاهد إلى قناة شوتايم, إحدى أعلى أرقام المشاهدين لهذه القناة، وفي المتوسط 962,000 مشاهد. جدد شوتايم المسلسل في يوليو لعام 2008 لموسمين اخرين من 13 حلقات. الموسم الخامس لويدز جذب 1.2 ميلون مشاهد مع أعادة في نفس الليلة مع حوالي 500,00 مشاهد، ما يعادل 1.7 ميلون مشاهد لالعرض الأول.
وفازت ماري لويز باركر بغولدن غلوب على ادائها في المسلسل، وفازت جنجي كوهان جائزة عاى سيناريو لها عن الحلقة التجريبية. وكذلك رشح ل10 جائزة غولدن غلوب و 19 جائزة إيمي.

## الأنتاج
الخارجيات للمسلسل قد صورت بشكل حصري تقريبا في مزرعة ستيفنسون، في ضواحي منطقة وادي سانتا كلاريتا، في ولاية كاليفورنيا. صورة النافورة الكبيرة التي تعرض في بداية الموسم الأول إلى الثالث قد أخذت على طريق مزرعة ستيفنسون وهوامز بليس. لقد عدل التصوير في حلقات لاحقة لكي تقرأ اللائحة "Agrestic Majestic" بدل من مزرعة ستيفنسون. الصور لالأقمار الصناعية، التي كانت تعرض في بداية المقدمة (الفصول 1-3) هي لكالابأساس هيلز، مجتمع مسور في كالاباساس، كاليفورنيا.

## روابط خارجية
- ويدز على موقع IMDb (الإنجليزية)
- ويدز على موقع ميتاكريتيك (الإنجليزية)
- ويدز على موقع الموسوعة البريطانية (الإنجليزية)
- ويدز على موقع روتن توميتوز (الإنجليزية)
- ويدز على موقع نتفليكس (الإنجليزية)
- ويدز على موقع فيلمافينيتي (الإسبانية)
- ويدز على موقع كينوبويسك (الروسية)
- ويدز على موقع ألو سيني (الفرنسية)
- ويدز على موقع قاعدة بيانات الفيلم (الإنجليزية)